# Dreary Isthmus
Koordinaten: 78° 12′ S, 165° 17′ O

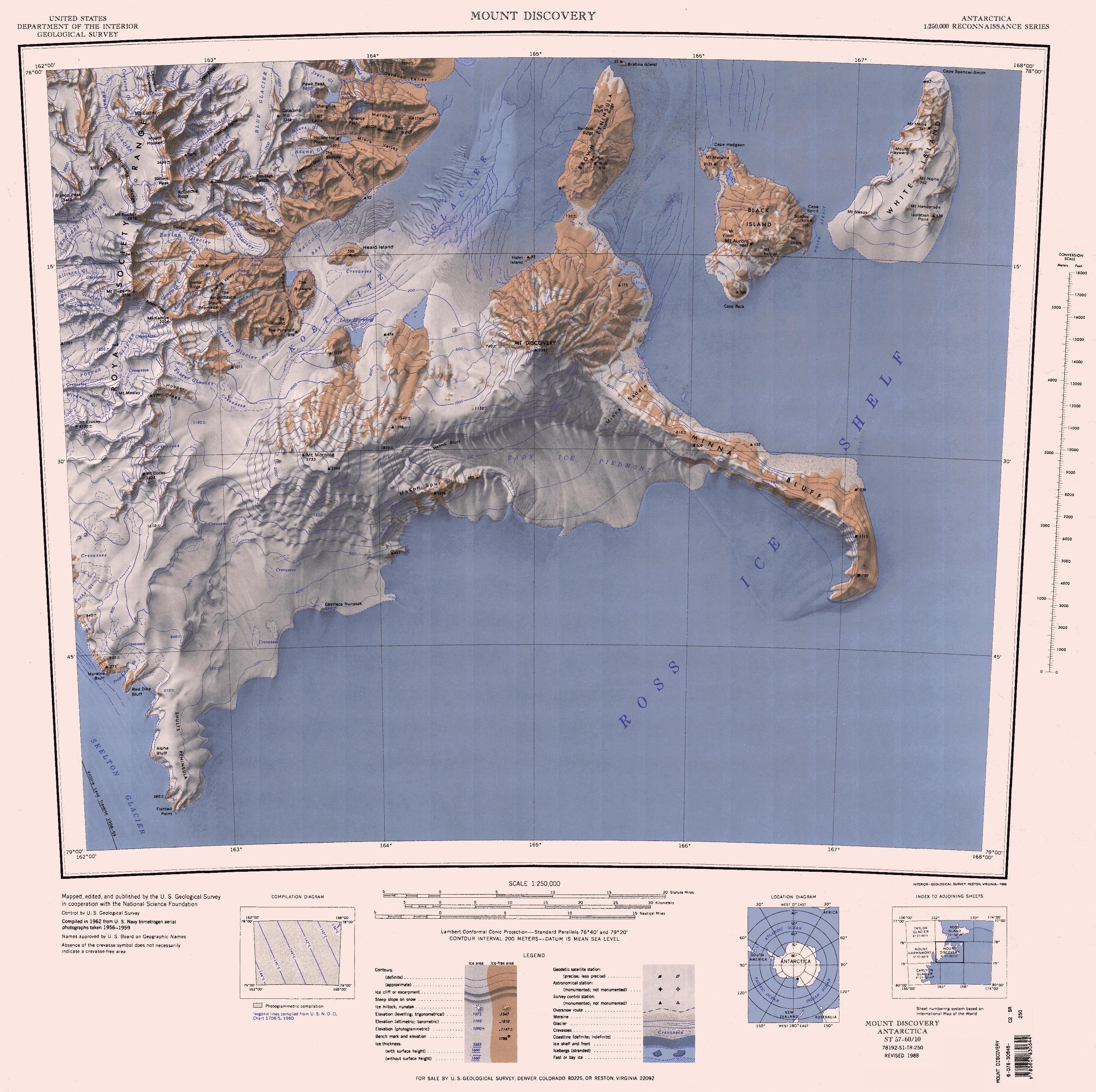
Topografische Karte des Mount Discovery (Mitte) und der Brown-Halbinsel (oben) sowie des sie miteinander verbindenden, hier noch unbenannten Dreary Isthmus

Der Dreary Isthmus (englisch für Trostloser Isthmus) ist ein niedrig gelegener Isthmus an der Scott-Küste des ostantarktischen Viktorialands. Er verbindet die Brown-Halbinsel mit dem Moränengebiet nördlich des Mount Discovery.
Seinen deskriptiven Namen erhielt er 1999 durch das Advisory Committee on Antarctic Names.